# F-15 Strike Eagle (videojuego)
F-15 Strike Eagle es un simulador de vuelo de combate en el que el jugador puede pilotar el caza de superioridad aérea F-15 Strike Eagle. Lanzado en 1985 por MicroProse, este fue el primero de la serie de simuladores F-15 Strike Eagle, que comprende las secuelas F-15 Strike Eagle II y F-15 Strike Eagle III. Fue publicado para Amstrad CPC en 1986 y para ZX Spectrum en 1987.
El juego ganó el "Action game of the Year" en la encuesta de Computer Gaming World' de 1985, y vendió alrededor de 1.5 millones de copias.
Las características del juego incluyen tres tipos de aviones y tres tipos de enemigos SAMs.